# Teichmannsdorf
Teichmannsdorf ist eine Wüstung bei Ehrenstein in der Stadt Stadtilm im Ilm-Kreis, Thüringen.

## Standort
Der ehemalige Standort von Teichmannsdorf heißt in Ehrenstein Im Dörfchen. Er liegt in einer zur Nässe neigenden kleinen Geländemulde etwa 800 Meter westlich von Ehrenstein zwischen den Ortsverbindungsstraßen Ehrenstein-Nahwinden und Ehrenstein-Döllstedt in der Nordflucht des Westendes vom Galgenberg.